# Cínovecké oko
Cínovecké oko je jezírko v Ústeckém kraji, v okrese Teplice, v části obce Dubí Cínovec zvané Přední Cínovec. Nachází se na pravé straně silnice do Fojtovic Typově patří mezi jezírka označovaná Krušnohorské oči, které se nacházejí v nejvyšších částech Krušných hor na loukách, které vznikly propadem půdy. Nachází se v nadmořské výšce 778 m. Při naplnění v roce 2018 bylo 37 m dlouhé, 22 m široké a má rozlohu 0,0552 ha a obvod 94 m.

## Pobřeží
Jezírko se nachází v propadlině vymleté spodní vodou. Obklopují ho louky. Podél břehů rostou stromy. Po západní straně vede polní cesta.

## Vodní režim
Jezírko má zdroj spodní vody. Zároveň se nachází na horním toku řeky Mohelnice, která nedaleko západně pramení a jezírkem protéká. Odtok je při vyšším stavu regulován stavidlem. Voda v jezírku je čistá a nemá spojení s vodou z okolních rašelinišť. Množství vody v jezírku odráží podzemní vodnatost horského terénu v okolí a v průběhu několika let může zásadně kolísat.

## Flóra a fauna
Na břehu a v okolí rostou mechy a zástupci vřesovcovitých borůvka černá, vřes obecný a klikva bahenní. Z keřů se v okolí vyskytují šicha černá a rojovník bahenní.
Na plodech v okolí se živí vzácný tetřívek obecný. V jezírku žijí čolek obecný a čolek horský.

## Přístup
Jezírko je přístupné pěšky po celý rok.
- Silnice III. třídy 2487 z Fojtovic[5] – 3 km a 50 m po neznačené polní cestě.[1]
- Silnice III. třídy 2487 z Cínovce[5] – 3,5 km a 50 m po neznačené polní cestě.[1]
- Modrá turistická značka z Krupky na rozcestí Přední Cínovec – 6,5 km[6] a 800 m po neznačené polní cestě.[1]
- Žlutá a  modrá turistická značka z Dubí na rozcestí Přední Cínovec – 5,5 km.[6] a 800 m po neznačené polní cestě.[1]